# Boris Dimchev
Boris Dimchev (em búlgaro:  Борис Димчев, 1899 — data de morte de conhecido) foi um ciclista olímpico búlgaro. Representou sua nação nos Jogos Olímpicos de Verão de 1924.